# آرامگاه امامزاده شاهزاده محسن
بقعه امامزاده شاهزاده محسن مربوط به سدهٔ ۸ و ۹ ه.ق است و در شهرستان اراک، روستای مشهد گرمه واقع شده و این اثر در تاریخ ۱۱ بهمن ۱۳۵۶ با شمارهٔ ثبت ۱۵۶۹ به‌عنوان یکی از آثار ملی ایران به ثبت رسیده است.